# Tsuyoshi Yamamoto
Tsuyoshi Yamamoto  (jap. 山本 剛, Yamamoto Tsuyoshi; * 23. März 1948 in Sado, Präfektur Niigata) ist ein japanischer Jazzpianist (auch E-Piano, Keyboard, Synthesizer).
Yamamoto, der weitgehend Autodidakt ist, studierte  an der Nihon University und begann in dieser Zeit als professioneller Musiker zu arbeiten, meist als Begleiter des Popsängers Micky Curtis, mit dem er 1967 in Europa tourte. 1974 wurde er Hauspianist des Tokyoter Jazzclubs Misty und spielte sein Debütalbum Midnight Sugar (Three Blind Mice) ein, auf dem er mit Isoo Fukui (Bass) und Tetsujiro Obara (Schlagzeug) spielte. In den späten 70ern gastierte er auf internationalen Festivals und lebte ein Jahr in New York City, wo er u. a. mit Dizzy Gillespie, Carmen McRae, Sam Jones, Billy Higgins, Elvin Jones und Sonny Stitt auftrat. Im Bereich des Jazz war er zwischen 1974 und 2015 an 66 Aufnahmesessions beteiligt, u. a. auch mit Isao Suzuki/Sunao Wada, Yoshio Otomo, Koji Moriyama, Toots Thielemans, Lew Tabackin, Shinobu Ito, Red Mitchell und den Sängerinnen Minami Yasuda, Ayako Hosokawa, Anli Sugano, Sonia Rosa, Kumiko Tomoi, Takeo Umeo, Sumiko Yoseyama, Kimiko Itoh, Yasuko Agawa und zuletzt mit Naoko Kuroda. 2023 legte er das Album A Shade of Blue vor, eingespielt mit Hiroshi Kagawa, Bass und Toshio Osumi, Schlagzeug.

## Lexikalischer Eintrag
- Sugiyama, Kazunori, Yamamoto, Tsuyoshi.  Grove Music Online. Oxford Music Online. Oxford University Press, 2015